# (74104) 1998 QK35
(74104) 1998 QK35 – planetoida z pasa głównego asteroid okrążająca Słońce w ciągu 4,21 lat w średniej odległości 2,61 j.a. Odkryta 17 sierpnia 1998 roku.